# Adoretosoma signaticolle
Adoretosoma signaticolle är en skalbaggsart som beskrevs av Anton Franz Nonfried 1893. Adoretosoma signaticolle ingår i släktet Adoretosoma och familjen Rutelidae. Inga underarter finns listade i Catalogue of Life.